# Vivarte
Pour les articles homonymes, voir Vivarte (homonymie).
« Groupe André » redirige ici. Ne pas confondre avec André (groupe).
Vivarte (anciennement Groupe André) est un ancien groupe d'entreprises français, spécialisé dans la distribution de prêt-à-porter et de chaussures. Vivarte possède pendant plusieurs années des marques emblématiques comme Caroll, Chevignon, Kookaï, La Halle, Minelli, Naf Naf ou Pataugas. À partir des années 2000, le groupe connaît plusieurs restructurations sous la direction de Georges Plassat, qui mène en parallèle une politique d'expansion. Au plus haut, le groupe réalise un chiffre d'affaires de 3 milliards d'euros, 22 000 employés et une vingtaine de marques. 
Par la suite, les dirigeants se succèdent, ne restant parfois que quelques mois en poste. Vivarte est revendu en 2004, puis 2006 par un LBO basé sur une dette trop importante qui grèvera à jamais le développement du groupe : trop de charges à rembourser et pas assez d'investissements. Marc Lelandais prend la direction en 2012 ; il négocie un important effacement de dette avec les créanciers, mais la coûteuse politique commerciale de montée en gamme qu'il promeut reste un échec, particulièrement sur l'enseigne La Halle. Ce groupe devient la propriété de plusieurs fonds d'investissement en 2014, qui dirigent l'entreprise. Durant cette période, alors que le marché du prêt-à-porter est en berne, les difficultés se font fortes et s'accumulent depuis des années. Vivarte tarde à réagir face à la concurrence d'autres enseignes, particulièrement au développement commercialement agressif des marques de la fast fashion. L'essor d'internet et du commerce en ligne reste longtemps oublié. L'image vieillissante de certaines de ses marques se voit négligé. Au delà du commerce, les créanciers ont pris le pouvoir et le remboursement de la dette ou la création de dividendes deviennent les principaux objectifs du groupe.
Après maintes péripéties financières, le groupe se retrouve acculé et un redresseur d'entreprise, Patrick Puy, le prend en main fin 2016 pour le restructurer de nouveau, après toutes ces années d'errements dans la stratégie. Ce dernier revend rapidement plusieurs marques afin d'essayer de sauver Vivarte dont le chiffre d'affaires et les bénéfices ne cessent de chuter depuis plusieurs années. En 2018, Vivarte supporte 2,8 milliards d’euros de dette, pour un chiffre d’affaires de 1,4 milliard d’euros. Après les cessions successives des différentes marques, le groupe Vivarte est démantelé peu à peu, puis liquidé fin 2021.

## Histoire

### 1896: Origines
L'entreprise a ses origines à Nancy en 1896 lorsque Albert Lévy rachète la Manufacture nancéienne de chaussures qui fabrique des chaussures « bon marché », puis, en 1903, ouvre son premier magasin de vente à Paris, fondant ainsi  André. Les familles Albert Lévy et Jérôme Lévy (sans lien), restent aux commandes jusqu'en 1960.
Entré en 1947 comme employé, devenu président en 1960, Jean-Louis Descours, actionnaire de référence et président du groupe André en 1974, rassemble ses actifs, et fonde avec sa famille l'Européenne de participations industrielles. Jean-Louis Descours reste à la direction jusqu'en 1996.
En 1981, le premier magasin La Halle aux chaussures voit le jour. En 1984, le groupe André se lance dans l'habillement avec l'ouverture de l'enseigne La Halle aux vêtements.
Le Groupe acquiert plusieurs enseignes par la suite : Caroll en 1988, Creeks et Liberto, en 1989, Kookaï en 1996, et Besson en 1998. Ces années là, le groupe « voit sa valeur doubler tous les deux ans ».

### Années 2000: Vivarte
Lorsque Georges Plassat devient le président de l'entreprise, elle connaît sa première forte restructuration ; des centaines de magasins ferment et les coûts sont réduits drastiquement. 
En 2001, le groupe André change de nom et devient Vivarte. De multiples fonds d'investissements sont intéressés pour entrer au capital du groupe. C'est le holding NR Atticus de Nathaniel Philip Rothschild, accompagné de Guy Wyser-Pratte, qui raflent la mise, achetant 44 % des parts.
En 2004, Vivarte est racheté à hauteur de 55 % par le fonds d'investissement PAI partners. Le fonds d’investissement britannique Charterhouse et d'autres acquéreurs minoritaires rachètent Vivarte en 2007, au français PAI partners, par une opération d'achat à effet de levier (LBO),, pour une valeur de 3,5 milliards d'euros dont plus de 3 milliards d’euros financés par endettement,. Si l'ensemble de Vivarte est alors valorisé 4,2 milliards d'euros, la dette dépasse le chiffre d'affaires de 3 milliards. Charterhouse devient ainsi le principal actionnaire d’un groupe qui se trouve à ce moment en pleine croissance, et qui possède plus de 2 500 magasins sous une vingtaine enseignes différentes, dont certaines bénéficient d'une forte notoriété publique : Caroll, Kookaï, La Halle aux vêtements, Naf Naf, Chevignon, Liberto et Parti Prix pour l'habillement et Andre, Beryl, Minelli, Besson, Chaussland, CosmoParis, la Halle aux chaussures, Merkal, San Marina, Pataugas et Fosco en Espagne pour les chaussures ; ainsi que 14 000 employés. L'idée du fonds est simple : investir un euro en rapporte deux en chiffre d'affaires ; les ouvertures de point de vente vont s'enchainer jusqu'à se faire concurrence entre eux. « Ils se sont contentés d’ouvrir des magasins pour couvrir les pertes de chiffre d’affaires ».
En parallèle depuis 2006, Liberto développe « une stratégie d'ouverture de boutiques à son enseigne, en complément à sa diffusion via quelque 400 magasins, multi-marques ou corners dans des grands magasins ». En 2007, Vivarte achète Accessoire Diffusion. Cette petite entreprise de chaussure est alors mal en point, ayant déjà subit trois dépôts de bilan. En décembre de la même année, Vivarte fait l’acquisition, aux frères Dominique et Bernard Montel, de la chaîne Défi Mode et ses 191 magasins — 900 m2 en moyenne — implantés en France, alors que les murs de 112 des magasins ont été vendus au groupe immobilier Klépierre pour 153 millions d'euros. En 2008, Défi mode et SuperSport rejoignent Vivarte. En 2009, Vivarte fait l’acquisition de la marque de mode éthique Les Fées de Bengale revendue quelques années après. 
Dès 2008, Vivarte tente de se repositionner stratégiquement avec un plan d'investissements de 150 millions d’euros sur trois ans. Mais la crise économique de 2008-2009 rompt la décennie de croissance vécue par l’économie française, et notamment l’économie de l’habillement. À partir de 2008 et plus particulièrement en 2011, la consommation de prêt-à-porter se réduit et toutes les enseignes de textile sont touchées. En parallèle, le basculement petit à petit des achats vers internet ne favorise pas les marques disposant de multiples surfaces commerciales. Les principaux fonds propriétaires du groupe veulent revendre, mais ne trouvent pas d’acquéreur.

### Années 2010: face à la dette
En janvier 2012, après douze ans passés à la tête de Vivarte, Georges Plassat quitte la présidence du groupe pour prendre celle de Carrefour. Son bilan est globalement positif : durant la dizaine d'« années Plassat », le groupe ne cesse de développer sa marge et son chiffre d'affaires. Néanmoins, la morosité de la conjoncture économique due à la crise économique, ainsi que sa dette, fragilise le groupe.
Georges Plassat est remplacé en juillet par Marc Lelandais alors qu'Antoine Metzger, numéro 2 du groupe en assure l'intérim durant quelques mois. Le premier constat de Lelandais est que 40 % des produits sont alors vendus lors de soldes ou de promotions, au détriment de la marge. Arrivant avec son expérience de produits plus luxueux (il a été le DG d’Escada et de Lancel), il engage Vivarte et ses enseignes dans un vaste programme de repositionnement stratégique fondé sur la montée en gamme des marques,, à commencer par La Halle aux Vêtements. Vivarte compte alors plus d'une vingtaine d'enseignes et plusieurs milliers de points de vente.
Ce plan ambitieux a un coût : 150 millions d'euros sur trois ans. S'il dispose du soutien des trois principaux actionnaires, les créanciers n'ont pas tous la patience d'attendre et un bras de fer s'engage entre les deux parties. Les critiques fusent ; sont reprochés « des dépenses somptuaires » alors qu'il faudrait « une réduction du train de vie de l'entreprise » mais aussi « le manque de charisme » de Marc Lelandais. Malgré tout, plusieurs enseignes, dont André et La Halle, voient leur image rajeunie par un changement de communication ; les ouvertures en France sont freinées au profit de la rénovation de boutiques. Mais la dette, accumulée auprès de plus d'une centaine de créanciers, contrarie toujours ce redéploiement. Marc Lelandais ne parvient pas à faire patienter ces créanciers, au moins jusqu'à l'échéance de juin 2014.
Pourtant rentable avec trois milliards d'euros de chiffre d'affaires, l'entreprise pâtit donc du poids des charges de remboursement de la dette et de la chute de son résultat d'exploitation : ce remboursement absorbe de 20 à 40 % de ce même résultat d'exploitation. Vivarte a déjà fait face à plus de 1,2 milliard d'euros de frais financiers remboursés depuis 2007. « Incapable  de respecter ses engagements vis-à-vis de ses créanciers », Vivarte suspend en 2013 l'intégralité des paiements sur sa dette et la renégocie. Le groupe, emmené par Marc Lelandais, entreprend alors une restructuration financière de plus de deux milliards d'euros d'effacement et d'une réinjection de liquidités de 500 millions d'euros obtenus en quelques mois. 
En parallèle, le groupe voit son nombre d'enseignes réduit de plus d'une centaine, les gammes écourtées, les budgets de publicité en chute et les stocks nettement diminués,. L'entreprise est confiée à un mandataire ad hoc en février 2014. Le 1er août 2014, Vivarte trouve un accord avec douze prêteurs dont quatre entrent au conseil d'administration pour restructurer sa dette,. Le principal actionnaire avec prêt de deux tiers des parts, Charterhouse, se retire au profit des créanciers ; il a déjà perdu 500 millions d'euros au cours des années précédentes. Certains de ces créanciers, qualifiés de « fonds vautours », sont spécialisés dans le rachat de dettes décotées. Ils prennent la direction du groupe, transformant leurs créances en participations. Malgré cet effacement de dette et l'apport de cash, la stratégie de montée en gamme ne prend toujours pas, les clients fuient. Les résultats escomptés sont absents : les investissements nécessaires perdurent alors que la chute des ventes et des marges continue, même si deux marques, Kookaï et Caroll, sortent alors du lot affichant de meilleurs résultats que par le passé. Vivarte décide de se concentrer sur son fleuron, La Halle, parfois au détriment des autres enseignes du groupe. Luttant contre l'arrivée de Primark sur le marché national, cette enseigne se voit obligée de baisser ses prix. Renaud Mazière, dirigeant La Halle et proche de Marc Lelandais, en fait les frais, il est débarqué. 
Marc Lelandais, à la tête du groupe depuis 2012, est, lui aussi, « débarqué » puis remplacé par Richard Simonin (anciennement chez Etam) la même année,. Il part avec trois millions d'euros d'indemnités de départ d'après L'Obs. Durant cette période, le groupe compte 22 000 salariés, 4 500 points de vente et une vingtaine de marques.

### Une autre période de difficultés
Le 7 avril 2015, Vivarte présente un plan social portant plus de 1 500 employés (sur 4 256) à La Halle aux Vêtements et sur la fermeture de plusieurs dizaines points de vente ; son enseigne phare reste plombée par la baisse de ses ventes (25 % en trois ans) et de lourdes pertes : 23 M€ pour l'exercice se terminant en août 2012 sous la houlette de l'ancien PDG Georges Plassat, 72 M€ pour 2013 et 153 M€ pour 2014 sous la houlette de Marc Lelandais. Ces licenciements interviennent alors que sont évoquées des indemnités de trois millions d'euros du PDG de Vivarte pour son exercice entre 2012 et 2014, lui-même arguant dans une interview aux Échos que le montant est faux. La vente à la découpe du groupe est annoncée par la presse économique dès mai 2015,.
Richard Simonin, alors PDG du Groupe, souhaite à cette période recentrer La Halle dans des produits basiques et, une fois de plus, baisser les prix de 15 %. En effet, la conversion au début des années 2010 en enseigne multimarque avait fait fuir sa clientèle populaire. En contrepartie, une cinquantaine de magasins Caroll et Minelli devraient ouvrir, sur des emplacements de La Halle aux chaussures, de André et de Kookaï. L'enseigne annonce également son lancement dans le commerce en ligne. La PME Défi Mode, achetée en 2008, est mise en vente début 2016. Si les marques Caroll, Besson et Minelli affichent alors des bénéfices, les enseignes La Halle, la Halle aux Chaussures, Naf Naf, André, Kookai et San Marina restent déficitaires. De fleuron, La Halle joue maintenant le rôle de « boulet de ce groupe », ayant perdu un quart de son chiffre d'affaires en trois ans. À court terme, la baisse de prix semble porter ses fruits avec une petite inversion de la tendance déclinante des années passées.
Richard Simonin est remplacé en mars 2016 par Stéphane Maquaire (ex-Monoprix) à la tête de Vivarte pour poursuivre son redressement. La dette est alors de 1,3 milliard d'euros. Après la fermeture de 300 points de vente ces dernières années, celui-ci envisage la fusion de La Halle aux vêtements avec La Halle aux chaussures, entrainant la fermeture ou vente de 130 points de vente. La fusion sera effective au milieu de l'année suivante. Cessions, feermetures, fusion, la presse décrit alors la stratégie du groupe comme une « réduction de périmètre ». En parallèle, l'entreprise de chaussures Accessoires Diffusion est vendu en juin 2016 à Carel une autre entreprise de chaussures,.
Dans le même temps en juin 2016, Vivarte met en vente Kookai, Chevignon et Pataugas,,. Stéphane Maquaire saisit le Comité interministériel de restructuration industrielle afin d'obliger les banques créancières à revoir leurs dettes ou les échéances. L'État entre donc dans le dossier. À la même époque, Vivarte se voit placé une seconde fois sous procédure de mandat ad hoc en juillet. Tout cela pousse le dirigeant, en conflit avec les actionnaires sur ces méthodes, vers la sortie ; Vivarte, va, une fois de plus, changer de direction.

### Patrick Puy: restructuration
Le 27 octobre 2016, Stéphane Maquaire, après seulement six mois passés à sa tête, est licencié par le conseil d'administration tenu par les actionnaires. Il est remplacé par Patrick Puy, spécialiste du retournement d'entreprises, le plus souvent dans des cas complexes. À ce moment-là l'entreprise supporte une dette de 1,5 milliard d'euros pour 2,2 milliards de chiffre d'affaires,. Les fonds de pension ont prêté les années précédentes avec des intérêts d'emprunts « indécents »,. 
La réputation de Patrick Puy est celle d'un « nettoyeur ». Il est là pour démanteler le groupe même si à l'époque les médias n'abordent pas ce point. En novembre 2016 et janvier 2017, les salariés qui redoutent ce démantèlement pour rembourser les fonds manifestent devant le siège social, et à Bercy. Ils en appellent également aux politiques. Patrick Puy joue l'apaisement et confirme les évolutions souhaitées par son prédécesseur ainsi que la volonté de céder quatre marques, Chevignon, Kookaï, Pataugas et Merkas. Par ailleurs, il précise être un « manager de transition », pour quelques mois, le temps de réduire les coûts, renégocier les créances, « remettre la machine en route » et choisir son successeur. Tout cela n'est pas suffisant pour éponger la dette faramineuse alors que les bénéfices ne cessent de chuter, mais Patrick Puy s'y attèle, surveillé par le gouvernement qui a pris le dossier en main. Il se concentre sur le fait que, dit-il, « Vivarte dégage toujours du résultat, dispose d'un immense parc de magasins en propre, de marques viables et d'un personnel qualifié ».

### Constat d'un échec
Début 2017, le constat lié à la stratégie du groupe, et plus généralement sur le secteur du textile et de l'habillement est négatif. La crise chez Vivarte semble liée à plusieurs facteurs internes, mais aussi externes. La conjoncture économique et la concurrence en provenance de pays dont les coûts sont plus faibles sont une part de l'échec du développement du groupe Vivarte. Plus globalement, le marché du textile à bas prix est en berne depuis plusieurs années. La politique effrénée d’acquisitions au cours des années, à base d'enseignes disparates, s'est faite sans qu'aucune synergie ne soit engagée entre ces marques trop éloignées les unes des autres. De plus, ces achats entrainent de l'endettement, transférant le pouvoir de décision des commerçants vers les financiers.
Concernant les facteurs internes, le groupe identifie trois principaux points d'amélioration : le développement de la vente en ligne, une stratégie d'image de marque vieillissante et le développement international. Mais, avec le recul, le LBO de la décennie passée, basé sur un endettement important avec « des perspectives de croissance irréalistes », est jugé totalement « raté » comme l'écrit le magazine économique Challenges,. Enfin, contrairement à Kiabi, H&M ou Zara, l'entreprise n'a pas su réagir à l'arrivée de Primark et sa politique de très bas prix, Marc Lelandais entrainant au contraire le groupe vers une coûteuse montée en gamme,. Au-delà des multiples erreurs de stratégie vient s'ajouter une instabilité managériale, avec six dirigeants en quatre ans.
La volonté des fonds d'investissement (qui avaient effacé deux milliards d’euros de dette, mais qui en échange avaient pris le contrôle du groupe) de récupérer le maximum d'argent, vendant Vivarte « à la découpe », entité par entité, a également été critiquée, les salariés étant les victimes directes du plan de restructuration : en quelques années, « 1500 » quittent Vivarte toutes enseignes confondues. « Les créanciers ont pris le pouvoir » écrit Challenges.

### Début du démantèlement
Prévu depuis un an déjà après des pertes de plusieurs millions d'euros, CVC (Compagnie Vosgienne de la Chaussure, Entreprise du patrimoine vivant) est cédée début janvier 2017 à Hanse Industriekapital, avec environ 150 salariés. Après des mois de tentative de relance et cinq millions d'euros de pertes sur l'année 2018, Hanse Industriekapital se retire. Frôlant la liquidation pure et simple, CVC est mise en redressement judiciaire à peine deux ans après son rachat. Elle est de nouveau en vente, et l'offre de reprise conservera une trentaine d'employés,,. 
Entre-temps, à l'issue des diverses restructurations ou cessions, une stratégie commerciale se voit élaborée courant 2017 et mise en place peu à peu. Le Groupe Vivarte croît en dehors des frontières françaises, notamment en Suisse, avec l'ouverture de 17 nouveaux points de vente entre septembre et novembre 2017. En janvier 2018, Patrick Puy déclare « qu'il y aurait un vrai développement à l'international du groupe, qui sera fort en Italie et en Espagne ».
Annoncé en janvier 2017, le nouveau plan stratégique du groupe se poursuit, évoluant entre redressement, restructuration de la dette et relance, ouvrant ainsi Vivarte à de nouvelles perspectives de développement, numériques notamment. Le groupe compte alors environ 10 000 collaborateurs et un chiffre global d'environ 1,8 milliard d'euros (10 % des chaussures vendues en France). Vivarte prévoit pour 2018 « un budget d'investissement de 80 millions d'euros » consacré au développement de la logistique, du commerce électronique et du réaménagement de ses 3 000 point de vente dans le monde. Servant de « laboratoire » d'expérimentations pour Vivarte, Caroll, marque développant une marge conséquente, se voit modernisée ; elle doit rajeunir sa clientèle très majoritairement composée de cinquantenaires. Les ventes internet, représentant une faible part du chiffre d'affaires, doivent être développées, ainsi que divers services en magasins ou la rotation des nouveaux produits sur une période plus courte. Mais le virage du commerce en ligne, pour Caroll comme pour l'ensemble de Vivarte, est pris trop tard, avec des années de retard.
Le 24 janvier 2017, la mise en vente d'André et de Naf Naf est annoncée pour environ 700 à 800 suppressions d'emplois. Malgré ces cessions, la dette du groupe dépasse encore le demi-milliard d'euros. En mai 2017, Vivarte annonce la vente de Pataugas et ses cinq magasins à Start'Hopps pour un montant non dévoilé. La marque de chaussure avait été achetée en 1987, mais mis en vente depuis 2016 avec sa cinquantaine d'employés,.
Après plusieurs mois de négociations, en juillet 2017 est confirmée la vente de Kookaï avec plus d'une centaine de magasins en France et à l'étranger. Un groupe australien, déjà distributeur de la marque dans ce pays, en fait l'acquisition,.
En septembre 2017, après une montée en gamme ratée les années passées, La Halle annonce un repositionnement de son offre, au travers de petits prix et de marques singulières pour séduire une clientèle plus familiale, et des tarifs en baisse pour concurrencer les marques de fast fashion Primark, Kiabi ou H&M. L'enseigne met également en œuvre un plan d'investissement de 100 millions d'euros sur trois ans pour rénover ses magasins, moderniser les systèmes logistiques et informatiques, avec pour objectif de développer le commerce en ligne. Au sein de ce plan de relance, le processus de fusion entre La Halle aux vêtements et La Halle aux chaussures a été enclenchée pour entrer en vigueur d'ici décembre 2018 : « sans conséquence sur l'emploi », la fusion « permettra également de lutter efficacement face à la concurrence internationale ».
En janvier 2018, la reprise de la société André, en vente depuis un an, est annoncée pour avril. Boris Saragaglia le PDG de Spartoo s'est engagé : son entreprise conserverait la totalité des effectifs (700 personnes) et l'ensemble des magasins, sauf un à Paris. Vivarte a payé huit millions d'euros pour vendre l'enseigne de chaussures chroniquement déficitaire depuis des années. La même semaine, la vente de Naf Naf, marque cherchant également un acquéreur depuis un an, au groupe chinois La Chapelle Fashion CO. est annoncée ainsi que la vente de Besson pour la fin de l'année. 
Après une volonté de mise en vente datant de l'année 2016, à la fin du mois d'octobre 2018, le Groupe Vivarte entre en négociations pour la cession de Chevignon avec trois potentiels acquéreurs : le Groupe Royer par l'intermédiaire de la Société Civile Financière Royer, leader français du négoce de la chaussure, associé à Stéphane Collaert et Thierry Le Guénic, deux experts de la distribution et de la mode. Ces deniers ont annoncé qu'ils devraient reprendre l'enseigne à 100 %. La vente de Chevignon est annoncée finalement le 25 mars 2019,.
Entre les volontés de vendre et les négociations en cours, il reste alors cinq marques au sein de Vivarte.
En novembre 2018, Patrick Puy, constatant que « la dégradation du marché de la chaussure a été plus forte qu’anticipé », annonce la mise en vente de Minelli, San Marina et CosmoParis.
Le 20 décembre 2018, Patrick Puy annonce que sa mission de « restructuration » touche à sa fin. Il indique qu'un nouveau directeur général serait nommé au printemps 2019. Le profil recherché correspond à un expérimenté du monde de la distribution. Une perle rare difficile à trouver tant les perspectives du groupe ne sont pas des plus optimistes pour les années futures.

### La fin aux créanciers
Début juillet 2019, Patrick Puy révèle aux salariés que le groupe ne sera pas en mesure de rembourser ses dettes et que la direction passera donc aux mains des créanciers. Il ajoute que ce changement de direction n'aura pas d'impact social. Pourtant, en dépit du surendettement de l'entreprise et des licenciements économiques de salariés, des primes exceptionnelles ont été accordées au titre de 2017 et 2018 pour plusieurs hauts cadres. Les syndicats se déclarent scandalisés. San Marina est cédé fin 2019 à Thierry Le Guénic et Stéphane Collaert qui ont déjà acheté Chevignon peu avant et sont propriétaires de Maison Lejaby entre autres. Il ne reste alors que trois marques, Minelli, Caroll et La Halle.
Début 2020, un projet de réorganisation de La Halle est présenté aux syndicats : il prévoit la suppression de 101 postes au siège de l'entreprise et au dépôt d'Issoudun,.
En avril 2020, en pleine crise liée à l'épidémie de Covid-19, Vivarte indique qu'il va demander l'ouverture d'une procédure de sauvegarde pour La Halle. La direction dit espérer sauver de 3 500 à 4 000 emplois alors que l'enseigne en compte 5 500. 150 à 200 magasins pourraient être cédés, selon les objectifs de Vivarte. La direction indique que toutes les offres de reprise pour sauver La Halle seront étudiées jusqu'au 25 mai 2020,.
Début mai 2020, la CFDT, premier syndicat au sein de La Halle, prévient d'un possible « carnage social » à venir chez Vivarte après la mise en liquidation de LHBO, une plate-forme asiatique qui fournit plus de la moitié de l'approvisionnement des 860 magasins La Halle en France,. Entre autres, la séparation entre la logistique asiatique et la marque nationale rend la vente plus facile.
À la fin du même mois, la société demande son placement en redressement judiciaire. Sept offres de reprise ont été reçues, dont celle de Beaumanoir qui ne souhaite pas reprendre l'activité chaussures. Elle concerne 502 magasins sur 830. Sur les 5 391 salariés, 2 196 ne seront probablement pas repris. Vivarte annonce que les deux dernières enseignes Caroll et Minelli seront conservées ; pourtant la banque Rothschild se voit chargée de la vente. 
En juillet 2020, La Halle, à la suite de la procédure de redressement judiciaire, est reprise par le Groupe Beaumanoir, associé au groupe Chaussea et à SuperChauss’34, qui reprennent respectivement 366, 128 et 14 magasins. Le redressement judiciaire inclus cependant 2 200 suppressions de postes sur les 5 500 que le groupe compte. Beaumanoir reprend également Caroll et ses 480 boutiques, cette même année,.
En juin 2021, Vivarte vend Minelli, sa dernière marque, à Stéphane Collaert et Laurent Portella qui ont déjà acheté Chevignon et San Marina (Minelli sera placé en redressement judiciaire deux ans plus tard malgré sa reprise). « Vu le contexte, il n’y a pas beaucoup d’acheteurs potentiels. À chaque opportunité, ce sont à peu près toujours les mêmes qui se positionnent » affirme Vivarte. Le groupe est liquidé en décembre de cette année avec ses 34 derniers employés. Ouest-France titre alors, en résumé : « Grandeur et décadence de Vivarte, l’ex-groupe André qui disparaît ».

## Principales filiales, marques ou enseignes du groupe
|                                   | Ville            | Mise en vente | Chiffre d'affaires k€ | Résultat | Ets | effectif | |
| Accessoire Diffusion              | Paris            | 2016          |                       |          |     |          | cédé à Carel |
| Chaussures André (Stock André).   | Paris            | 2018          | 96 607                | -14 659  | 24  | 670      | cédé à Tooandré (filiale de Spartoo), puis mis en faillite.                                                                                             |
| Béryl.                            | Paris            | 2017          | 6 984                 | 684      | 48  | 50       | cédé à CEC le 22 février 2019. Deux ans plus tard la marque a disparu                                                                                   |
| Besson Chaussures.                | Aubiere          | 2017          | 264 846               | 15 168   | 46  | 139      | cédé à GIFI en 2018 |
| Caroll International.             | Paris            | 2017          | 202 887               | 7 372    | 241 | 953      | cédé au groupe Beaumanoir en 2021 |
| Établissements Charles Chevignon. | Epinay sur Seine | 2017          | 22 282                | -8 249   | 59  | 183      | cédé en 2018 au groupe Royer |
| Cosmoparis.                       | Paris            | 2017          | 15 209                | -2 599   | 31  | 88       | cédé en 2019 à Collaert et Le Guenic |
| Defimode Defikids.                | Brioude          | 2017          | 20 315                | -8 518   | 69  | 292      | cédé en 2016 à Nemad Jeremic (son directeur) |
| Kookaï.                           | Epinay sur Seine | 2017          | 57 281                | 2 989    | 144 | 420      | cédé en 2017 à Magi (groupe australien) |
| CEC La Halle aux Chaussures       | Paris            | 2017          | 532 692               | -99 032  | 549 | 3758     | repris par La Halle |
| La Halle.                         | Paris            | 2017          | 432 112               | 40 573   | 380 | 3314     | cédé au groupe Beaumanoir en 2021 |
| Merkal                            | Barcelone        | 2017          | 131 000               | nc       |     | 1 100    | cédé à OpCapita en 2017 |
| Minelli.                          | Aubagne          | 2017          | 118 604               | -4 097   | 204 | 639      | cédé à Stéphane Collaert et Laurent Portella en 2021 |
| Naf Naf.                          | Epinay sur Seine | 2017          | 178 810               | -13 799  | 191 | 913      | cédé en 2018 à La Chapelle (groupe chinois). Le groupe dépose le bilan peu après, la marque est reprise par le groupe franco turc SY.                   |
| Pataugas (Pataugas Trappeur)      | Paris            | 2016          | 13 595                | -802     | 19  | 50       | cédé à Hoops en 2017 |
| San Marina                        | Aubagne          |               | 121 214               | -26 145  | 211 | 775      | vente de San Marina finalisée à Stéphane Collaert, Thierry Le Guenic et le groupe Logs (février 2020) déjà acquéreurs de Cosmoparis,. Liquidée en 2023. |

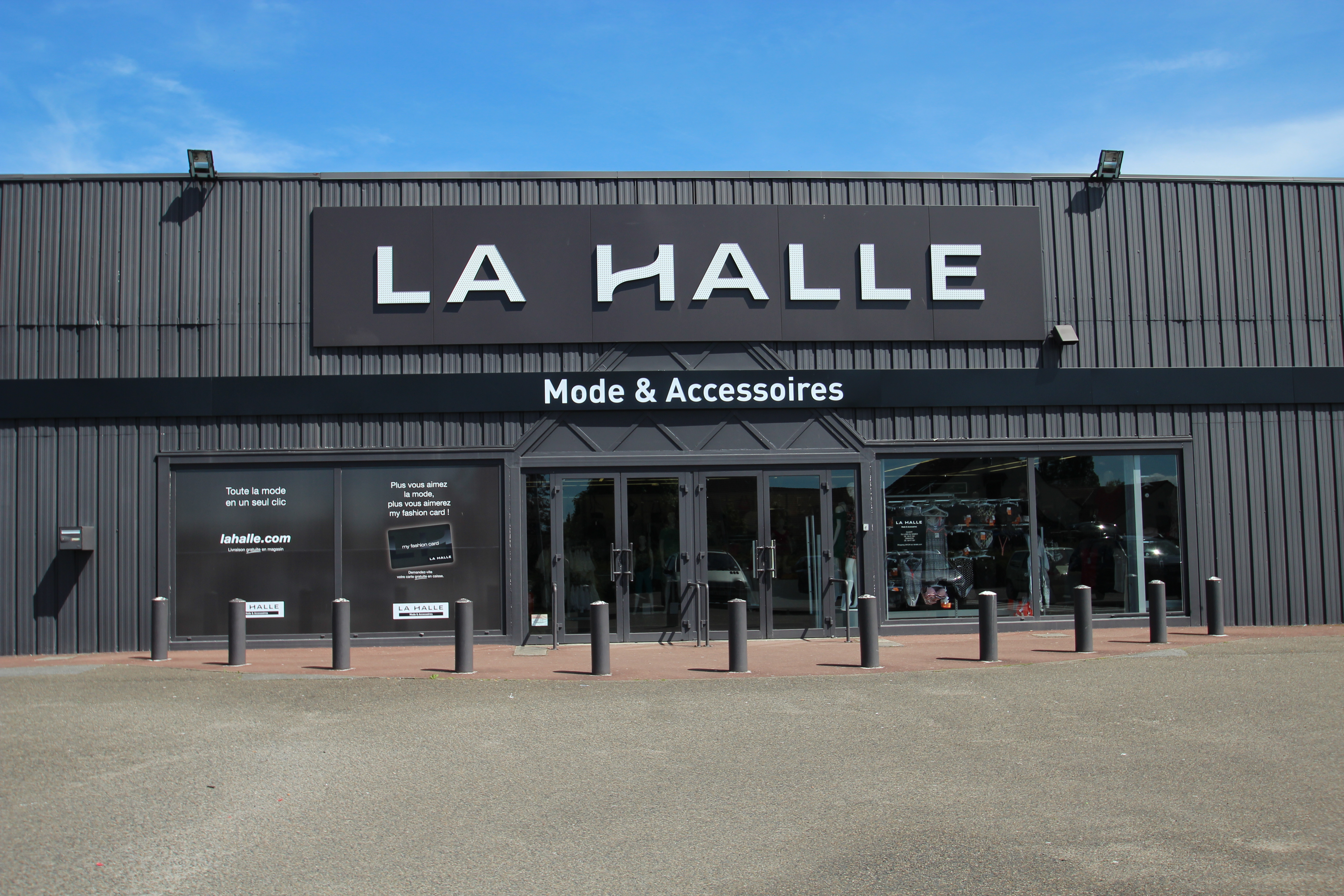
La Halle
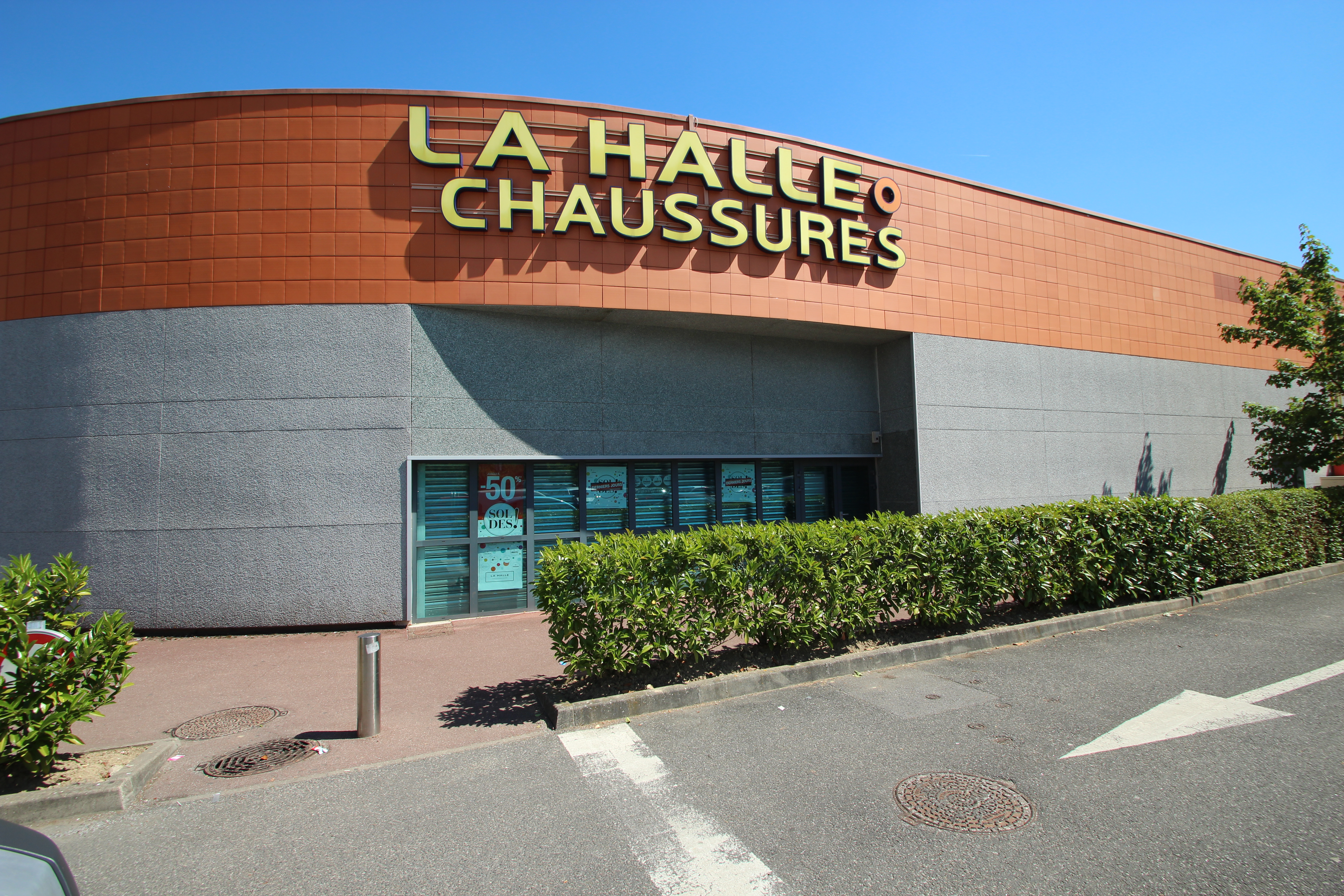
La Halle aux chaussures

## Présidents de l'entreprise
- Albert Lévy (de sa fondation en 1896 à sa mort en 1935), Nancéien associé à Jérôme Lévy (ancien notaire de Toul)[112].
- Georges Lévy (fils d'Albert, de 1935 à sa mort en 1960), associé à Roger Lévy (fils de Jérôme) jusqu'à sa mort en 1950[113].
- « Aryanisation » de l'entreprise (de 1940 à 1944)[114].
- Jean-Louis Descours (de 1960 à 2000).
  - Jean-Claude Sarazin, chargé de mission auprès du président, directeur finances et juridique, puis président du directoire (de 1996 à 2000)[115],[116]
- Georges Plassat (2000 à 2012)[117].
- Antoine Metzger (février-juillet 2012), anciennement secrétaire général du groupe et directeur financier[118].
- Marc Lelandais (de 2012 à 2014).
- Richard Simonin (2014 à 2016).
- Stéphane Maquaire (mars 2016 à octobre 2016)[34].
- Patrick Puy (depuis 27 octobre 2016)[119].